# François Tortebat
François Tortebat est un peintre et graveur français, né à Paris vers 1616 et mort dans la même ville le 4 juin 1690.

## Biographie
François Tortebat est le fils de Louis Tortebat et de Marguerite de Nameur, tante de Louis de Nameur. Il a étudié dans l'atelier de Simon Vouet vers 1631. Il s'est marié avec la fille aînée de son professeur, Françoise, le 9 novembre 1643 dont il eut vingt-neuf enfants. 
François Tortebat est à Rome entre 1635 et 1640 où il a fait de grandes copies des Cartons de Raphaël à la demande du cardinal Antonio Barberini. Il rejoint l'atelier de Vouet à son retour en France. 
Après la mort de Simon Vouet en 1649, Tortebat collabore avec un  autre gendre de Simon Vouet, Michel Dorigny, et obtient le droit de reproduire ses œuvres par gravure. Il a conçu les décors pour le retour de Louis XIV à Paris avec sa nouvelle épouse Marie-Thérèse d'Espagne, en 1660.
François Tortebat est devenu membre de l' Académie royale de peinture et de sculpture le 31 mars 1663 en présentant un portrait posthume de Vouet comme tableau de réception. Tortebat a également publié une série de gravures d'après des tableaux des Carracci du palais Magnani de Bologne. Il a fait les gravures du livre « Abrégé d'anatomie accommodé aux arts de peinture et de sculpture » rédigé par Roger de Piles paru en 1668.

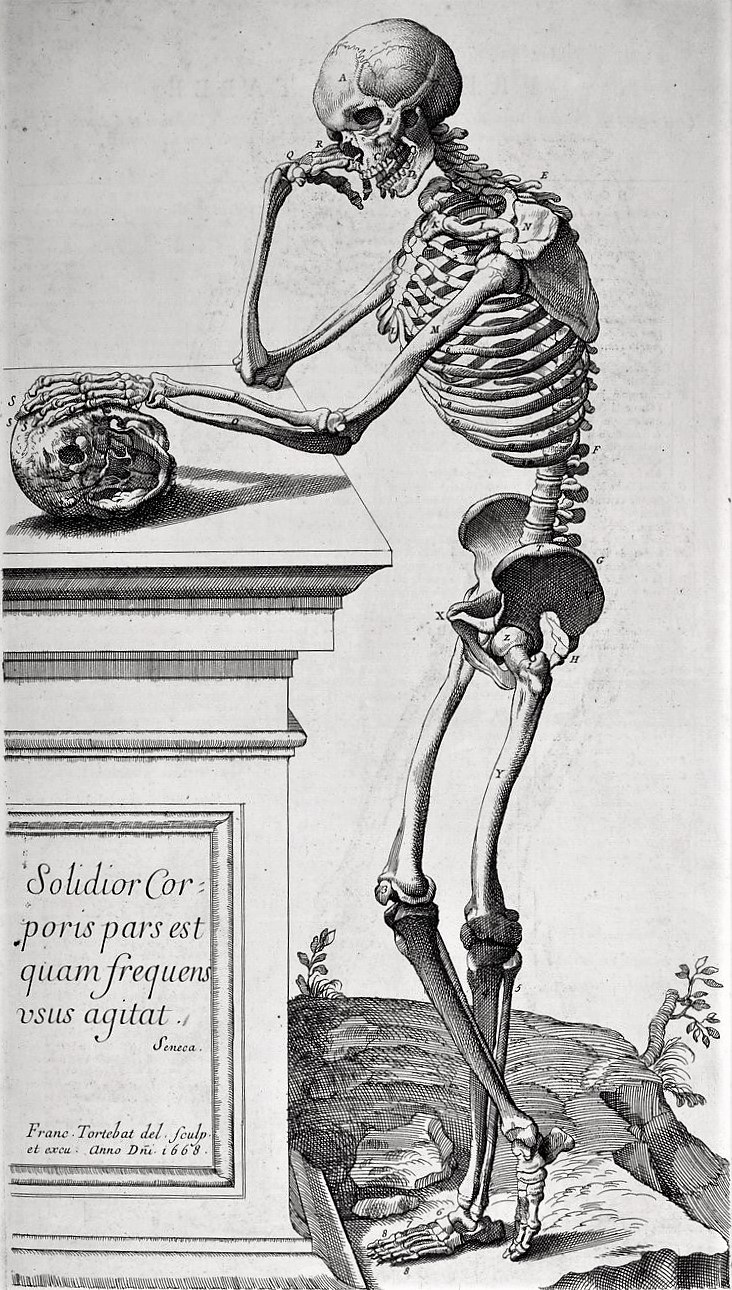
Abrégé d'anatomie

François Tortebat est mort à Paris le 4 juin 1690. 
Son fils, Jean Tortebat, a été reçu comme peintre à l'Académie royale de peinture et de sculpture le 3 octobre 1699.

## Publication
- Roger de Piles, François Tortebat (graveur), Abrégé d'anatomie, accommodé aux arts de peinture et de sculpture, 1668 (lire en ligne)